# Вихляйка
Вихля́йка — посёлок в Белоярском муниципальном образовании Новобурасского района Саратовской области России.

## География
Посёлок расположен в 81 км на север от Саратова.

## Население
| 2002 | 2010 |
| ---- | ---- |
| 217  | ↘142 |

## Инфраструктура
Посёлок расположен в непосредственной близости от станции Подснежная Приволжской железной дороги, имеется почтовое отделение . Также функционирует фельдшерско-акушерский пункт , формально относящийся к станции Подснежная.
В поселке 4 улицы (Вокзальная, Железнодорожная, Школьная, Элеваторная) и 2 переулка (Вокзальный, Школьный).

## Известные люди
В поселке родился Виктор Николаевич Буянов (1912—1976) — советский военный лётчик-истребитель, участник Великой Отечественной войны, Герой Советского Союза (1943).